# 杜尔莱尔
杜尔莱尔（法語：Dourlers）是法国北部-加来海峡大区诺尔省的一个市镇，属于埃尔普河畔阿韦讷区北埃尔普河畔阿韦讷县。该市镇2009年时的人口为569人。

## 人口
杜尔莱尔人口变化图示
| 数据来源：INSEE |